# Aerosonda

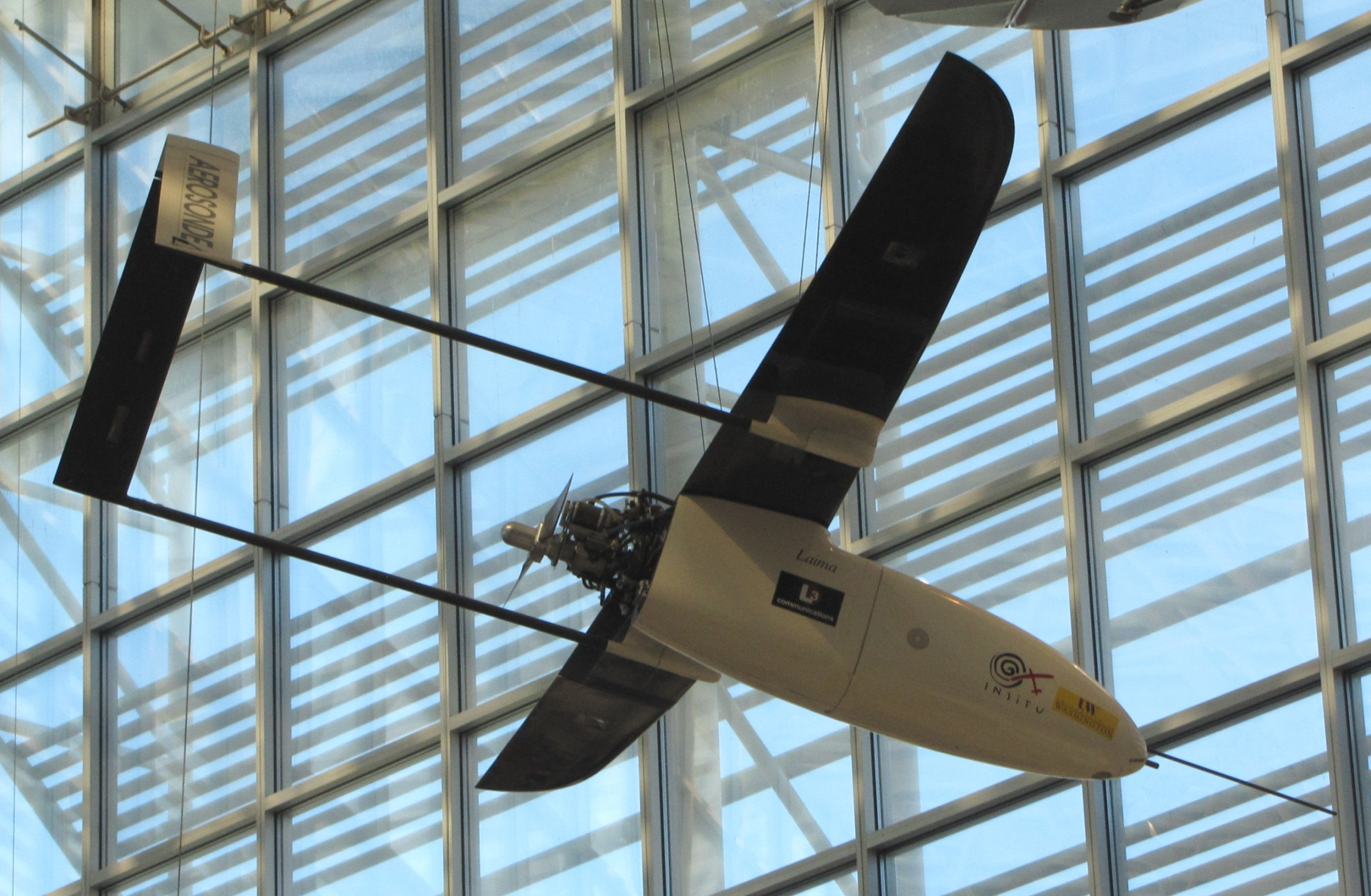
Imagem ilustrativa

O AAI Aerosonde, também conhecido como Aerosonda, é um pequeno veículo aéreo não tripulado (VANT) projetado para coletar dados meteorológicos, incluindo temperatura, pressão atmosférica, umidade e medições de vento sobre oceanos e áreas remotas. O Aerosonda foi desenvolvido pela Insitu e agora é fabricado pela Aerosonde Ltd, que é um negócio estratégico da AAI Corporation. A Aerosonde é movida por um motor de aeronave modelo Enya R120 modificado e carrega a bordo um pequeno computador, instrumentos meteorológicos e um receptor GPS para navegação. Também é usado pelas Forças Armadas dos Estados Unidos para inteligência, vigilância e reconhecimento (IVR).

## Design e desenvolvimento
Em 21 de agosto de 1998, uma Aerosonda de Fase 1 apelidada de "Laima", em homenagem à antiga deidade letã da boa sorte, completou um voo de 2.031 milhas (3.270 km) através do Oceano Atlântico. Esta foi a primeira travessia do Oceano Atlântico por um VANT; na época, era também a menor aeronave a cruzar o Atlântico (o menor recorde de aeronave foi posteriormente quebrado pelo Spirit of Butts Farm VANT). Laima voou de Terra Nova, Canadá para Benbecula, uma ilha na costa da Escócia em 26 horas e 45 minutos em tempo de tempestade, usando aproximadamente 1,5 galões americanos (1,25 galões imperiais ou 5,7 litros) de gasolina. Com exceção da decolagem e pouso, o voo foi autônomo, sem controle externo, a uma altitude de 5.500 pés (1.680 metros). Aerossondas também foram as primeiras aeronaves não tripuladas a penetrar em ciclones tropicais, com uma missão inicial em 2001 seguida de penetrações oculares em 2005.